# Moses Kouni Mose
Moses Kouni Mose (* 6. März 1962) ist ein salomonischer Diplomat.

## Leben
Mose erwarb einen Bachelor für öffentliche Verwaltung und Wirtschaft an der Universität des Südpazifiks in Suva. An der University of Manchester erwarb er einen Master of Arts in Economics, Public Policy und Management. Mose ist verheiratet.

## Diplomatische Karriere
Von 2010 bis 2011 war er salomonischer Hochkommissar in Fidschi. Im Jahr 2011 wurde Botschafter und Repräsentant der Salomonen in Genf für verschiedene internationale Organisationen. Im Jahr 2014 wurde er als Nachfolger von Joseph Ma’ahanua als Botschafter bei der europäischen Union akkreditiert. Er ist aktuell zudem Botschafter für Belgien, Frankreich, Niederlande, Deutschland und Hochkommissar im Vereinigten Königreich.